# Żubr
Żubr is een Pools biermerk. Het bier wordt sinds 1768 gebrouwen in Brouwerij Dojlidy (onderdeel van Kompania Piwowarska) te Białystok. Het bier wordt ook gebrouwen in de andere productie-eenheden in Poznań en Tychy. De naam is Pools voor Europese bizon, dit dier staat ook op het logo.

## Varianten
- Żubr Klasyczny, blonde lager met een alcoholpercentage van 6%
- Żubr Ciemnozłoty, goudblonde lager met een alcoholpercentage van 6,5%